# Villa Abecia
Villa Abecia (auch kurz: Abecia) (anderer Name: Camataqui) ist eine Ortschaft im Departamento Chuquisaca im südamerikanischen Anden-Staat Bolivien.

## Lage im Nahraum
Villa Abecia ist der zentrale Ort des Municipios Villa Abecia und Sitz der Verwaltung der Provinz Sud Cinti. Die Ortschaft liegt an der Grenze zum Departamento Tarija auf einer Höhe von 2311 m an den nördlichen Ausläufern der Sierra San Roque in einem Seitental des Río Pilaya, eines rechten Nebenflusses des Río Pilcomayo.

## Geographie
Villa Abecia liegt an den südwestlichen Ausläufern der bolivianischen Cordillera Central, zwischen dem Altiplano im Westen und dem bolivianischen Tiefland im Osten. Das Klima ist ein kühl-gemäßigtes Höhenklima mit typischem Tageszeitenklima, bei dem die mittleren Temperaturunterschiede im Tagesverlauf stärker schwanken als im Jahresverlauf.
Die Jahresdurchschnittstemperatur in der Region liegt bei knapp 14 °C (siehe Klimadiagramm Camargo), die Monatsdurchschnittswerte schwanken zwischen knapp 10 °C im Juni/Juli und 16 °C von November bis März. Der Jahresniederschlag beträgt 400 mm und weist sieben aride Monate von April bis Oktober mit Monatswerten unter 20 mm auf, nennenswerte Monatsniederschläge fallen nur von Dezember bis Februar mit Werten von je 80 bis 90 mm.

## Verkehrsnetz
Villa Abecia liegt in einer Entfernung von 137 Straßenkilometern nordwestlich von Tarija, der Hauptstadt des gleichnamigen Departamentos.
Villa Abecia liegt an der 1215 Kilometer langen Nationalstraße Ruta 1, die vom Titicacasee im Norden zur argentinischen Grenze im Süden führt.

## Bevölkerung
Die Einwohnerzahl des Ortes ist in den vergangenen beiden Jahrzehnten um mehr als ein Drittel angestiegen:
| Jahr | Einwohner | Quelle       |
| ---- | --------- | ------------ |
| 1992 | 730       | Volkszählung |
| 2001 | 733       | Volkszählung |
| 2013 | 1022      | Volkszählung |
| 2024 |           | Volkszählung |

Die Region weist einen gewissen Anteil an Quechua-Bevölkerung auf, im Municipio Villa Abecia sprechen 17,0 Prozent der Bevölkerung Quechua.